# Twittering Birds Never Fly
Twittering Birds Never Fly (囀る鳥は羽ばたかない?, Saezuru tori wa habatakanai) è un manga yaoi scritto e disegnato da Kō Yoneda. L'opera, che costituisce un sequel delle precedenti storie di Yoneda Don't Stay Gold e Tadayoedo shizumazu, saredo naki mo sezu, è serializzato nelle riviste manga HertZ e ihr HertZ dal marzo 2008. Il manga è stato adattato in una trilogia di film anime prodotta da Blue Lynx e animata da Grizzly a partire dal 2020.

## Trama
La serie segue Yashiro, un giovane capo yakuza di alto rango e presidente di una società di capitali. Gli viene assegnata una nuova guardia del corpo, Chikara Dōmeki, che scopre che il suo datore di lavoro è un masochista ipersessuale. Yashiro sviluppa un'attrazione per Dōmeki, che rifiuta le sue "avances". Yashiro scopre in seguito che Dōmeki è impotente e inizia a perseguire una relazione sadomasochistica con lui. 

## Personaggi
Yashiro (矢代?)
Doppiato da: Tarusuke Shingaki (audio drama, film)
Un capo yakuza di alto rango, affascinante e cinico. Mentre esternamente è esigente ma allegro, è segretamente un sadomasochista che è stato abusato sessualmente da bambino. Ha difficoltà a mantenere strette relazioni personali con gli altri.
Chikara Dōmeki (百目鬼力?, Dōmeki Chikara)
Doppiato da: Wataru Hatano (audio drama, film)
La guardia del corpo personale di Yashiro. Precedentemente un ufficiale di polizia, è stato costretto ad abbandonare il ruolo dopo essere andato in prigione. È diventato la guardia del corpo di Yashiro per guadagnare più soldi. È bello e stoico, ma soffre di impotenza sessuale .
Kanji Kageyama (影山莞爾?, Kageyama Kanji)
Doppiato da: Hiroki Yasumoto (audio drama, film)
Amico d'infanzia di Yashiro. Un medico, gestisce la sua clinica come azienda legittima durante il giorno e come ospedale per feriti yakuza di notte.
Akira Kuga (久我瑛心?, Kuga Akira)
Doppiato da: Yūki Ono (audio drama, film)
Un delinquente giovanile e amante di Kageyama.
Misumi (ミスミ?, Misumi)
Voce di: Tōru Ōkawa (audio drama, film)
Capo, mentore e amante di Yashiro.
Atsushi Ryūzaki (竜崎篤士?, Ryūzaki Atsushi)
Doppiato da: Kenta Miyake (audio drama, film)
Il capo del Matsubara yakuza.

## Media

### Manga
Twittering Birds Never Fly è stato serializzato su HertZ e ihr HertZ dal marzo 2008. La serie viene raccolta in volumi tankōbon da Taiyoh Tosho a partire dal 30 gennaio 2013. Al 1º marzo 2021 i volumi totali ammontano a sette. Una traduzione in inglese dei primi tre volumi della serie è stata pubblicata da Juné, l'etichetta yaoi di Digital Manga.
In Italia la serie viene pubblicata da Flashbook Edizioni dal 20 giugno 2015.
| Nº | Data di prima pubblicazione | Data di prima pubblicazione                                                 | Data di prima pubblicazione | Data di prima pubblicazione |
| Nº | Giapponese                  | Giapponese                                                                  | Italiano                    | Italiano                    |
| -- | --------------------------- | --------------------------------------------------------------------------- | --------------------------- | --------------------------- |
| 1  | 30 gennaio 2013             | ISBN 978-4-8130-3013-3                                                      | 20 giugno 2015              | ISBN 978-88-6169-519-1      |
| 2  | 1º novembre 2013            | ISBN 978-4-8130-3034-8                                                      | 14 settembre 2015           | ISBN 978-88-6169-542-9      |
| 3  | 1º giugno 2015              | ISBN 978-4-8130-3080-5                                                      | 30 novembre 2015            | ISBN 978-88-6169-548-1      |
| 4  | 30 settembre 2016           | ISBN 978-4-8130-3219-9 (ed. regolare) ISBN 978-4-8130-3127-7 (ed. limitata) | 28 gennaio 2017             | ISBN 978-88-6169-607-5      |
| 5  | 30 novembre 2017            | ISBN 978-4-8130-3168-0                                                      | 30 marzo 2018               | ISBN 978-88-6169-628-0      |
| 6  | 1º maggio 2019              | ISBN 978-4-8130-3220-5                                                      | 1º novembre 2019            | ISBN 978-88-6169-690-7      |
| 7  | 1º marzo 2021               | ISBN 978-4-8130-3278-6 (ed. regolare) ISBN 978-4-8130-4024-8 (ed. limitata) | 8 ottobre 2021              | ISBN 978-88-6169-761-4      |

### Dramma audio
Un adattamento audio drammatico di Twittering Birds Never Fly è stato prodotto da Frontier Works, con Tarusuke Shingaki per la voce di Yashiro e Wataru Hatano per la voce di Chikara.

### Film anime
Un adattamento cinematografico anime, Saezuru tori wa habatakanai - The Clouds Gather, è stato annunciato il 26 aprile 2019 e distribuito il 15 febbraio 2020. Il film è animato da Grizzly e prodotto da Blue Lynx. Lo staff di produzione principale del film comprende Kaori Makita come regista e Hiroshi Seko come sceneggiatore; la colonna sonora del film è composta da H ZETTRIO. Un film sequel, Saezuru tori wa habatakanai - The Storm Breaks, è stato annunciato il 15 febbraio 2020. È stato annunciato anche un terzo film di Twittering Birds Never Fly ancora senza titolo.

### OAV
Un original anime DVD (OAD) che adatta Don't Stay Gold è stato annunciato il 15 febbraio 2020. Il DVD sarà impacchettato con un'edizione speciale per il settimo volume del manga.

## Accoglienza
Oltre 1,5 milioni di copie di Twittering Birds Never Fly sono state stampate al febbraio 2020.
Nel 2014, Twittering Birds Never Fly è stato elencato come uno dei migliori titoli yaoi consigliati in un sondaggio nazionale di dipendenti di librerie giapponesi. Il manga è stato selezionato per il Sugoi Japan Award nel 2016.